# 60 Białoruski Batalion Schutzmannschaft
60 Białoruski Batalion Schutzmannschaft (ros. 60-й Белорусский полицейский батальон) – kolaboracyjny pomocniczy oddział policyjny złożony z Białorusinów podczas II wojny światowej.

## Historia
Został utworzony w II poł. 1943 r. w Baranowiczach metodą przymusowego werbunku młodych Białorusinów. Na jego czele stał niemiecki oficer Max Eibner. Jedynym białoruskim oficerem był b. podchorąży Wojska Polskiego Wasiliewicz, pełniący funkcję propagandysty. Podczas inspekcji batalionu przez Franciszka Kuszela żołnierze batalionu poprosili go, aby wymógł na Niemcach zgodę na noszenie na rękawie munduru tarczki w narodowych kolorach Białorusi. Niemieckie dowództwo długo nie zgadzało się, ale ostatecznie ustąpiło. Białorusini uczestniczyli w wielu operacjach antypartyzanckich. W poł. 1944 r. batalion wraz z oddziałami niemieckimi i częścią pozostałych białoruskich batalionów policyjnych wycofał się na ziemie polskie, gdzie w lipcu wszedł w skład Schutzmannschaft-Brigade "Siegling".